# The Music Critic
The Music Critic (titulada El crítico musical en español) es un largometraje de origen estadounidense del año 2021, dirigido por Volker Werner y concebido por el músico Alekséi Igudesman. Esta película se inspiró en las reseñas recopiladas por Nicolas Slonimsky en su obra «Un diccionario de vituperios musicales», publicado en 1953.

## Argumento
John Malkovich interpreta a un crítico de música en la película, quien se expresa de manera vehementemente negativa sobre destacados músicos como Dvorak, Beethoven, Mozart, Chopin, Schumann y Debussy, entre otros. Él combina las críticas más venenosas de la historia musical, desde la época en que Schumann se autodenomina «compositor», hasta considerar a Brahms un «ilegítimo sin talento», tachar de feo a Claude Debussy y etiquetar la música de Beethoven, Chopin, Prokófiev y otros compositores del mismo estilo como monótona y triste. Sin embargo, la trama da un giro sorprendente hacia el final, cuando Malkovich lee una crítica inesperada y desconcertante.

## Detalles
La creación de la obra data del año 2010 y fue concebida por Igudesman y Hyung-Ki Joo, quienes forjaron su amistad en la década de los 90 mientras estudiaban violín y piano en la Yehudi Menuhin School en Cobham, ubicada en el Reino Unido.
La película fue filmada en 2017 en el Konzerthaus de Viena, situado en Austria. El equipo responsable de la producción y dirección incluyó a Sabina Hasanova y Volker Werner, respectivamente. Además, contó con la participación de músicos invitados como Tanja Tetzlaff, So-Ock Kim y Max Baillie.

## Reparto
- John Malkovich
- Aleksey Igudesman
- Hyung-Ki Joo
- Tanja Tetzlaff
- So-Ock Kim
- Max Baillie